# Disuguaglianza di Darboux
La disuguaglianza di Darboux è una disuguaglianza relativa all'integrazione sul piano complesso: essa afferma che il modulo dell'integrale di una funzione, lungo una curva del piano complesso, è sempre minore o uguale del massimo valore in modulo della funzione, moltiplicato per la lunghezza della curva. In maniera più formale, per l'integrale curvilineo di una funzione {\displaystyle f(z)} lungo la curva {\displaystyle \gamma \subset \mathbb {C} } la disuguaglianza di Darboux è la seguente:
{\displaystyle \left|{\int _{\gamma }{f\left(z\right)dz}}\right|\leq \int _{\gamma }{\left|{f\left(z\right)}\right|dz}\leq M\cdot l}
dove {\displaystyle M} è il massimo valore in modulo assunto dalla funzione lungo la curva, e {\displaystyle l} è la lunghezza della curva.
Dimostrazione: suddividiamo la curva {\displaystyle \gamma } in {\displaystyle n} punti {\displaystyle z_{1},\ldots ,z_{n}}, e tra i punti {\displaystyle (z_{0},z_{1});(z_{1},z_{2});\ldots ;(z_{n-1},z_{n})} prendiamo i punti {\displaystyle \xi _{1},\ldots ,\xi _{n}}. Definiamo ora
{\displaystyle S_{n}=f(\xi _{1})(z_{1}-z_{0})+f(\xi _{2})(z_{2}-z_{1})+\ldots +f(\xi _{n})(z_{n}-z_{n-1})}
da cui si ottiene
{\displaystyle \lim \limits _{n\to +\infty }S_{n}=\int _{\gamma }{f\left(z\right)dz}}
e vale inoltre la seguente relazione
{\displaystyle \left|{S_{n}}\right|\leq \sum \limits _{k=1}^{n}{\left|{f\left({\xi _{k}}\right)}\right|\left|{z_{k}-z_{k-1}}\right|}\leq M\sum \limits _{k=1}^{n}{\left|{z_{k}-z_{k-1}}\right|}}
da cui passando al limite per {\displaystyle n\rightarrow +\infty } si ottiene la disuguaglianza di Darboux.